# Budapest Honvéd
Le Budapest Honvéd est un club omnisports hongrois basé à Budapest fondé en 1909.
Sa section football est l'une des plus titrées du pays.
Sa section handball fut championne d’Europe des clubs en 1982.
Sa section de water-polo dénommée Domino BHSE, a été championne d'Europe des clubs en 2004. Elle a fusionné avec le Budapest Spartacus en 1999.

## Histoire
Le club fut fondé sous le nom de Kispest du nom d'un quartier de Budapest (rattaché maintenant au District XIX de Budapest). C’était l’un des plus importants de la capitale hongroise et comprenait des sections de cyclisme, de football, d’escrime, de gymnastique, de lutte, de boxe et de tennis
Kispest fut renommé Honvéd (littéralement « défenseur de la patrie ») en 1949 après que le Ministère de la défense et l'armée hongroise l'eurent pris en main.

## Sections

### Football masculin
- Coupe Mitropa
  - Vainqueur : 1959
- Championnat de Hongrie de football
  - Champion (13) : 1950, 1952, 1954, 1955, 1980, 1984, 1985, 1986, 1988, 1989, 1991,  1993 et 2017
- Coupe de Hongrie de football
  - Vainqueur (7) : 1926, 1964, 1985, 1989, 1996, 2007 et 2009
  - Finaliste (10) : 1955, 1968, 1969, 1983, 1988, 1990, 1994, 2004, 2008 et 2019
- Supercoupe de Hongrie de football
  - Finaliste (3) : 1993, 2007 et 2009

### Football féminin
- Coupe de Hongrie féminine de football
  - Finaliste (1) : 2016

### Handball
L’équipe évolue actuellement en 3e division régionale du handball hongrois après avoir dominé le championnat national et remporté :
- Championnat de Hongrie de handball
  - Champion (13)  : 1963, 1964, 1965, 1966, 1967, 1968, 1972, 1976, 1977, 1980, 1981, 1982, 1983
- Coupe d’Europe des clubs champions
  - Vainqueur (1) : 1982
  - Finaliste : 1966

### Water-polo
- Ligue des champions
  - Vainqueur : 2004.
  - Finaliste : 2002, 2003, 2005.
- Supercoupe d'Europe
  - Vainqueur : 2004.
- Championnat de Hongrie
  - Champion : 2001, 2002, 2003, 2004, 2005.
  - Vice-champion : 1967 et 2007.
- Coupe de Hongrie
  - Vainqueur : 1953, 1954, 1958, 1959, 1979, 1998-99, 2006, 2010.
  - Finaliste : 1955, 1957, 1960, 1961, 1964, 1965, 1966, 2011